# Christine Graeff
Christine Claire Graeff, geb. Grob, (* 14. Januar 1973 in Maubeuge, Département Nord, Frankreich) ist eine deutsch-französische Managerin. Von 2013 bis 2020 leitete sie als Generaldirektorin die Kommunikation der Europäischen Zentralbank. Von 2022 bis 2024 war sie als Group Head of People bei Credit Suisse tätig. Ab 2025 ist sie Global Chief Growth Officer und Mitglied des Global Executive Committee von FGS Global.

## Werdegang
Christine Graeff wuchs im Frankfurter Stadtteil Nied als Tochter einer französischen Grundschullehrerin und eines deutschen Zollbeamten auf. Sie studierte European Business Administration an der Middlesex Polytechnic in London (B.A. Honours) und dem CESEM (Diplôme d’Études Supérieures Européennes de Management) in Reims. Nach Stationen im Corporate-Finance-Team der Kleinwort Benson Group und in der PR-Agentur Burson Cohn & Wolfe war sie von 2001 bis 2012 für die Brunswick Group tätig, wo sie als Partnerin das Deutschlandgeschäft auf- und ausbaute.
Ab 2013 leitete sie als Generaldirektorin die Kommunikation bei der Europäischen Zentralbank (EZB), war Sprecherin von EZB-Präsident Mario Draghi und dessen Nachfolgerin Christine Lagarde.
2021 übernahm sie bei der Schweizer Bank Credit Suisse die Funktionen des Group Head Corporate Communications und Deputy Global Head of Human Resources. Ab 2022 war sie als Group Head of People bei der Bank tätig. Die Position als Personalchefin behielt Graeff auch nach der Mitte Juni 2023 vollzogenen Übernahme der Credit Suisse durch die UBS. Mit der rechtlichen Übernahme der Credit Suisse durch die UBS AG am 31. Mai 2024 schied Graeff nach HR Integration aus dem Vorstand der Credit Suisse AG aus. Per Ende Juni 2024 verließ sie die UBS.
Zum 1. Januar 2025 wird Graeff Global Chief Growth Officer und Mitglied des Global Executive Committee des Kommunikationsunternehmens FGS.

## Mitgliedschaften
- Kuratorium der Oper Frankfurt[10]
- Vorstand des English Theatre Frankfurt (Vorsitzende)[11]
- Vorstand der Stiftung Atlantik-Brücke (Stellvertretende Vorsitzende)[12]
- Advisory Board von EqualVoice[13]

### Ehemalige Mitgliedschaften
- Verwaltungsrat von TalentNomics[14]
- Young Global Leaders[15]

## Auszeichnungen
- PR-Managerin des Jahres (2013)[2]
- Ehrendoktorwürde der Middlesex University (2015)[16]